# Kishoreganj Sadar
Kishoreganj Sadar è un sottodistretto (upazila) del Bangladesh situato nel distretto di Kishoreganj, divisione di Dacca. Si estende su una superficie di 193,73 km² e conta una popolazione di 414.208  abitanti (censimento 2011).